# Метаморфозе изданка
Под дејством специфичних еколошких утицаја стабла неких биљака добијају неку другу функцију, па стога мењају и своју форму.

## Изданци за магационирање хране
Ови изданци служе за магационирање резервних продуката (скроб, инулин, липиди, протеини), а такође и за вегетативно размножавање и преживљавање непогодних услова (презимљавање).
То су:
- Ризом

- Луковица

- Кртола

### Ризом
Ризом представља ваљкасто задебљалу осовину изданка који има неограничено растење. То је подземно стабло са скраћеним интернодијама и ситним, љуспастим листовима. Јавља се код многих вишегодишњих зељастих биљака. На ризомима се образују пазушни пупољци, из којих се развијају изданци, а са доње стране адвентивни коренови. Гранање ризома може бити моноподијално и симподијално. Ризом се јавља као хоризонтални и усправно растући ризом.

### Луковица
Луковица представља подземни скраћени изданак са сочним љуспастим листовима, где се магационирају хранљиве материје. Јављају се код многих монокотила и неких пролећница. Луковице могу бити туникатне које имају спољашње заштитне листове (лукови) и црепасте где се листови прекривају као црепови на крову (љиљани). На надземним деловима биљке, у пазуху листова, пупољци који је требало да се развијају у изданак, преобраћени су директно у луковицу, која служи за размножавање.

### Кртола
Кртола представља подземни изданак цилиндричног или лоптастог облика, са врло скраћеним интернодијама, ограниченог растења и има добро развијен паренхим за магационирање хране. Кртола може бити надземна и подземна.

## Изданци за магационирање воде
Ова метаморфоза позната је код стаблових сукулената, као адаптација на сушу. Изданци су сочни и задебљали, листови су претворени у трнове, а стабло преузима функцију листа.
То су:
1. Кладодије
2. Трнови
3. Рашљике (витице)
4. Филокладије

### Кладодије
Кладодије су пљоснати изданци који личе на листове.

### Трнови
Трнови се у пазуху листова јављају као шиљате творевине са доста механичког ткива, што је карактеристично за биљке сувих и топлих станишта (исте биљке на влажном станишту не образују трнове већ нормалне изданке са листовима), као адаптација на сушу. Могу бити разгранати (гледичија) и неразгранати (глог).

### Рашљике (витице)
Рашљике представљају кончасте творевине, које обавијају страну подлогу. Могу бити разгранате (винова лоза) и неразгранате (Passiflora).

### Филокладије
Филокладије су листолике метаморфозе изданка које личе на лист и преузимају његове улоге, ограниченог раста, нешто грубљи и чвршћи од листова, који су, у овом случају, редуковани.